# ラディカ・クマラスワミ
ラディカ・クマラスワミ（Radhika Coomaraswamy, 1953年9月17日 - ）は、ニューヨーク大学法学部教授で人権の専門家。スリランカ民主社会主義共和国コロンボ出身。1994年から2003年まで国連事務次長として女性の人権のために活動した。2006年から2012年まで、国連事務総長コフィー・アナンの指名により子供と武力紛争担当国際連合事務総長特別代表を務めた。

## 業績
クマラスワミは女性に対する暴力に関する国連特別報告者として、人権啓蒙活動を行なったことで国際的にその名を知られている。主な仕事の一つに、1996年の国連人権委員会におけるクマラスワミ報告が挙げられる。

## 経歴
1953年にコロンボに生まれ、1974年にイェール大学にて学士号を取得した。三年後の1977年にコロンビア大学にて法務博士号(J.D.)を、そして1981年にはハーバード大学で法学修士号(en:LL.M.)を取得した。
アマースト大学、エディンバラ大学、エセックス大学、ルーヴェン・カトリック大学、ウルスター大学から名誉博士号を授与された。